# Орля (Перемышльский район)
Орля — деревня в составе сельского поселения «Село Борищево» Перемышльского района Калужской области России.

## География
Расположена на одном из холмов среднерусской возвышенности, в 23 км от Калуги, 16 км от Перемышля, в 8,6 км от села Воротынск, в 3,2 км от Борищево. В деревне имеется пруд, плодовые сады.

## Население
| 2002 | 2010 |
| ---- | ---- |
| 5    | ↘2   |

## История
В 1750 году в селе была построена церковь Спаса Нерукотворного, сейчас полуразрушена.
В то время селом владел Сергей Потёмкин, затем оно перешло его дочери Пелагее, за которой числилось 293 души мужского пола и 1086 десятин земли. В 1845 году 1-я часть села из 102 душ мужского пола и 533 десятин земли принадлежало подполковнику Николаю Савельевичу Борманскому; 2-я часть из 210 душ и 562 десятин принадлежала гвардии штаб-капитанше Екатерине Алексеевне Кашинцовой.
С 1863 года в составе Заборовской волости Перемышльского уезда. В «Списке населенных мест Калужской губернии» упоминается как село при колодцах и прудах, в котором насчитывалось 45 дворов и проживало 469 человек. Позднее в нём была организована земская школа. В 1892 году население села составляло 600 человек, в 1912—1129 человек.
В 1929 году в селе Орля организован колхоз «Ответ интервентам». В 1954 году создано 2-е отделение совхоза «Борищевский» с включением деревень Орли, Садки и Аболдуевки.